# West Lebanon
West Lebanon is een plaats (town) in de Amerikaanse staat Indiana, en valt bestuurlijk gezien onder Warren County.

## Demografie
Bij de volkstelling in 2000 werd het aantal inwoners vastgesteld op 793.
In 2006 is het aantal inwoners door het United States Census Bureau geschat op 779, een daling van 14 (-1,8%).

## Geografie
Volgens het United States Census Bureau beslaat de plaats een oppervlakte van
1,6 km², geheel bestaande uit land. West Lebanon ligt op ongeveer 217 m boven zeeniveau.

## Plaatsen in de nabije omgeving
De onderstaande figuur toont nabijgelegen plaatsen in een straal van 20 km rond West Lebanon.